# Patrice Bailly-Salins
Pour les articles homonymes, voir Bailly et Salins.
Patrice Bailly-Salins, né le 21 juin 1964 à Morez (Jura), est un biathlète français. Il est vainqueur de la Coupe du monde en 1994 et médaillé de bronze olympique en relais ce même hiver.

## Biographie
Patrice Bailly-Salins pratique le biathlon alors qu’il travaille dans l’armée. Bailly-Salins entre dans l'équipe nationale pour la Coupe du monde en 1988-1989. Il revient à ce niveau deux ans plus tard, obtenant ses premiers top dix dont une cinquième place à Canmore.
La première victoire de sa carrière en Coupe du monde intervient durant la saison 1991-1992 à Fagernes.
En 1994, il remporte la médaille de bronze du relais aux Jeux olympiques de Lillehammer, au cours de la meilleure saison de sa carrière, accumulant trois victoires individuelles à Bad Gastein, Pokljuka et Ruhpolding, qui contribuent au gain du classement général de la Coupe du monde. Il devient le premier Français vainqueur de cette compétition, précédant notamment Raphaël Poirée. En 1995, il signe ses sixième et septième victoires en Coupe du monde, dont un titre mondial au sprint.
Il participe a ses troisièmes Jeux olympiques en 1998, où il fait ses adieux internationaux en biathlon.

## Palmarès

### Jeux olympiques d'hiver
| Épreuve / Édition   | Individuel | Sprint | Relais                              |
| ------------------- | ---------- | ------ | ----------------------------------- |
| JO 1992 Albertville | 22e        | 30e    | —                                   |
| JO 1994 Lillehammer | 13e        | 11e    | Médaille de bronze, Jeux olympiques |
| JO 1998 Nagano      | —          | —      | 7e                                  |

### Championnats du monde
| Mondiaux \ Épreuve      | individuel     | Sprint               | Poursuite                        | Relais                   | Course par équipes |
| 1991 Lahti              | 21e            | —                    | Épreuve inexistante à cette date | —                        | 6e                 |
| 1992 Novossibirsk       | JO Albertville | JO Albertville       | Épreuve inexistante à cette date | JO Albertville           | 6e                 |
| 1993 Borovets           | 8e             | 66e                  | Épreuve inexistante à cette date | 8e                       | —                  |
| 1995 Antholz Anterselva | 7e             | Médaille d'or, monde | Épreuve inexistante à cette date | Médaille d'argent, monde | —                  |
| 1997 Osrblie            | 22e            | 15e                  | 13e                              | 5e                       | —                  |

Légende :

 : première place, médaille d'or

 : deuxième place, médaille d'argent

 : épreuve inexistante

— : pas de participation à cette épreuve

### Coupe du monde
- Vainqueur du classement général de la Coupe du monde en 1994.
- 12 podiums individuels : 7 victoires, 4 deuxièmes places et 1 troisième place.
- 1 victoire en relais.

#### Détail des victoires individuelles
| Saison / Épreuve | Individuel          | Sprint                 | Poursuite | Total |
| 1991-1992        |                     | Fagernes               |           | 1     |
| 1992-1993        | Pokljuka            |                        | 1         |       |
| 1993-1994        | Pokljuka Ruhpolding | Bad Gastein            | 3         |       |
| 1994-1995        | Ruhpolding          | Antholz (Ch. du monde) | 2         |       |
| Total            | 4                   | 3                      | 0         | 7     |

#### Classements annuels
| Année | Classement général final |
| 1990  | 71e                      |
| 1991  | 14e                      |
| 1992  | 5e                       |
| 1993  | 4e                       |
| 1994  | 1er                      |
| 1995  | 7e                       |
| 1996  | 36e                      |
| 1997  | 18e                      |
| 1998  | 75e                      |